# Passe de la rivière Kaaimans
La passe de la rivière Kaaimans est une passe située dans la province du Cap occidental en Afrique du Sud. 

## Géographie
Elle est située au-dessus de la rivière Kaaimans sur la route entre George et Wilderness.

## Histoire
La route, appelée Seven Passes Road, a été construite en 1867 par Thomas Charles John Bain et son beau-frère, Adam de Smidt, et a été utilisée pendant plus d’un siècle.